# Strikeforce: Lawler vs. Shields
Strikeforce: Lawler vs. Shields foi um evento de artes marciais mistas promovido pelo Strikeforce, ocorrido em 6 de junho de 2009 no Scottrade Center em St. Louis, Missouri. O evento acumulou aproximadamente 275,000 telespectadores na Showtime.

## Background
O Campeão Peso Pesado do Strikeforce Alistair Overeem lesionou sua mão e foi incapaz de lutar no evento. Ele foi substituído por Andrei Arlovski.
Renato Sobral era esperado para enfrentar Rafael Cavalcante, mas após sofrer uma lesão, foi substituído por Mike Kyle.

## Ligações Externas
- Resultados no Sherdog.com
- Resultados no MMAJunkie.com